# Friedrichsfeld (Kreis Schleswig-Flensburg)
Friedrichsfeld war eine Gemeinde im Kreis Schleswig in der preußischen Provinz Schleswig-Holstein.

## Geographie

### Lage
Die Gemeinde lag westlich von Schleswig an der heutigen B 201.

### Einwohner
Am 1. Dezember 1871 hatte die Gemeinde 294 Einwohner.

### Orte
Die Orte in der Gemeinde Friedrichsfeld waren Hollingstedt, Silberstedt und Schuby.

## Geschichte
Am 20. Januar 1873 wurde die tripolare Gemeinde aufgeteilt. Ihre Nachfolgegemeinden sind Hollingstedt, Silberstedt und Schuby, heutige Gemeinden im Kreis Schleswig-Flensburg.